# Mrozowsk
Mrozowsk (ros. Морозовск) – miasto (z 1941) w Rosji, będące administracyjnym centrum Regionu Mrozowskiego w obwodzie rostowskim. Położone przy rzece Szybkiej (dopływ Dońca, następnie zasila Don), 265 km od Rostowa nad Donem.

## Warunki naturalne

### Klimat
| Miesiąc                              | Sty   | Lut   | Mar   | Kwi   | Maj  | Cze  | Lip  | Sie  | Wrz  | Paź   | Lis   | Gru   | Roczna |
| ------------------------------------ | ----- | ----- | ----- | ----- | ---- | ---- | ---- | ---- | ---- | ----- | ----- | ----- | ------ |
| Rekordy maksymalnej temperatury [°C] | 12.9  | 15.5  | 21.4  | 31.5  | 36.6 | 39.1 | 41.0 | 41.7 | 36.6 | 33.6  | 20.0  | 13.1  | 41,7   |
| Średnie temperatury w dzień [°C]     | -2.5  | -1.9  | 5.1   | 15.6  | 22.4 | 27.3 | 30.0 | 29.2 | 22.4 | 14.1  | 5.0   | -0.4  | 13,9   |
| Średnie dobowe temperatury [°C]      | -5.6  | -5.5  | 0.7   | 9.5   | 15.7 | 20.3 | 22.9 | 21.8 | 15.7 | 8.6   | 1.4   | -3.4  | 8,5    |
| Średnie temperatury w nocy [°C]      | -8.7  | -9.2  | -3.7  | 3.3   | 8.9  | 13.2 | 15.8 | 14.3 | 9.0  | 3.1   | -2.2  | -6.4  | 3,1    |
| Rekordy minimalnej temperatury [°C]  | -31.8 | -32.0 | -23.4 | -12.4 | -4.2 | 1.1  | 5.9  | 0.0  | -4.1 | -11.7 | -24.7 | -31.6 | −32,0  |
| Źródło: Морозовск - meteolabs.ru     |       |       |       |       |      |      |      |      |      |       |       |       |        |

## Obiekty wojskowe
Na południowy zachód od miasta Morozowsk znajduje się lotnisko wojskowe «Morozovsk».

## Sport
- APK Morozowsk - klub piłkarski